# Punctodora
Punctodora är ett släkte av rundmaskar. Punctodora ingår i familjen Chromadoridae.
Kladogram enligt Catalogue of Life och Dyntaxa:
| Punctodora | \| \| Punctodora dudichi \| \| \| \| \| \| Punctodora ratzeburgensis \| \| \| \| |
|            | \| \| Punctodora dudichi \| \| \| \| \| \| Punctodora ratzeburgensis \| \| \| \| |
|            | Punctodora dudichi                                                               |
|            |                                                                                  |
|            | Punctodora ratzeburgensis                                                        |
|            |                                                                                  |